# Maktrowate
Maktrowate (Mactridae) – rodzina małży z rzędu Veneroida obejmująca około 150 gatunków szeroko rozprzestrzenionych we wszystkich morzach świata. Wiele gatunków poławia się w celach konsumpcyjnych, zwłaszcza małże z rodzaju Mactra oraz Spisula solidissima – podstawowy gatunek użytkowy. W zapisie kopalnym znane są z warstw wczesnej kredy Ameryki Północnej.

## Występowanie
W wielu regionach świata maktrowate są pospolitymi małżami. Żyją w morzach pełnosłonych, płytko zagrzebane w piasku lub mule, czasami przy samym brzegu, często w strefie przyboju. W okresie jesienno-zimowym silne fale morskie powstające w czasie sztormu wyrzucają na brzeg duże ilości tych zwierząt. 

## Budowa
Muszle cienkościenne, trójkątno-owalne, gładkie, o równych połówkach i różnorodnym ubarwieniu. 

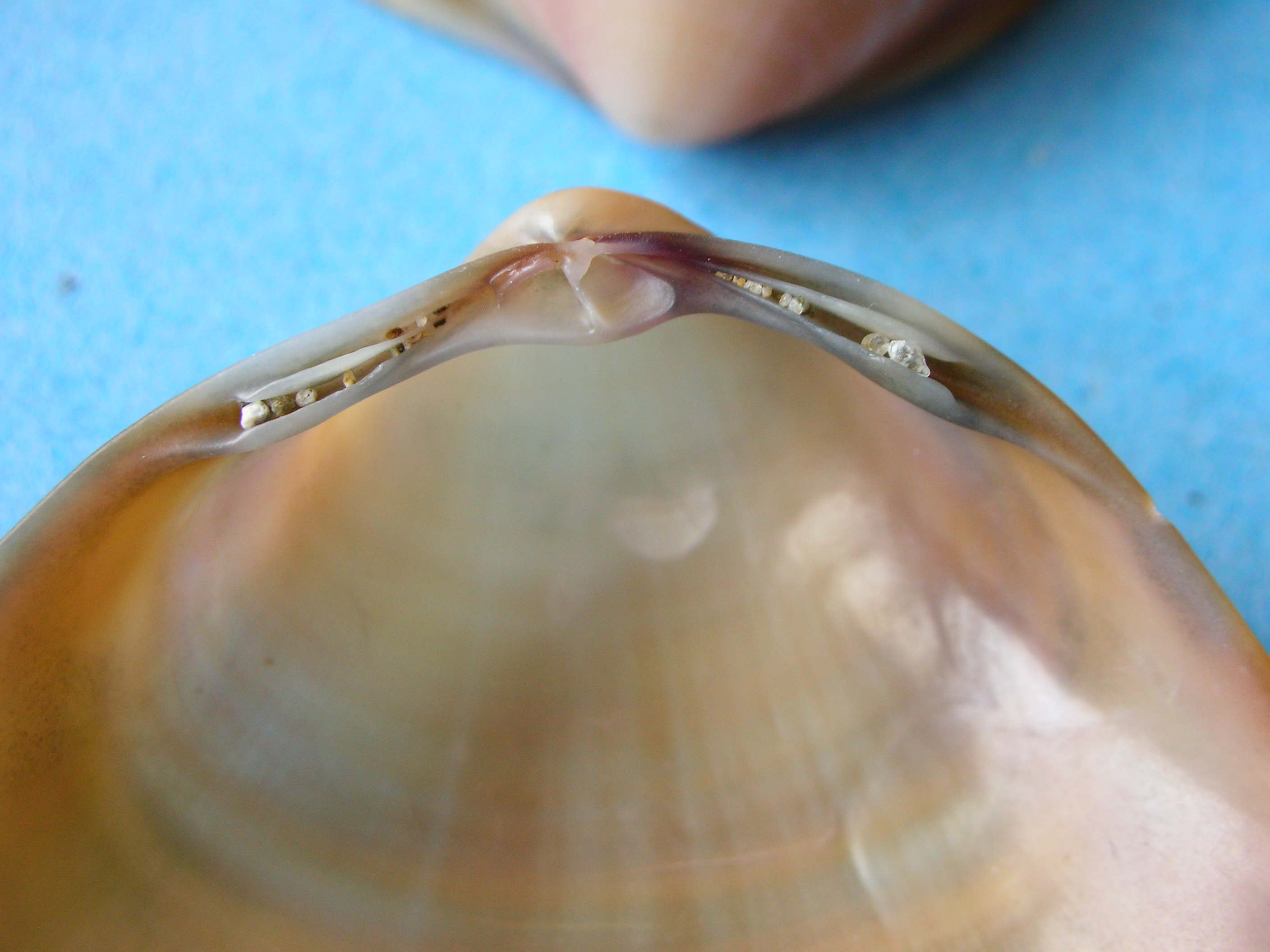
Listwa zamka muszli Mactra stultorum

Zamek muszli jest dobrze rozwinięty, z 3 ząbkami na lewej i 4 na prawej połówce muszli (skorupie). Charakterystyczną cechą maktrowatych jest układ zębów listwy zamka – dwa zęby główne lewej skorupy połączone są w kształcie odwróconego V. Zęby główne prawej skorupy nie są ze sobą połączone. Długość muszli mieści się zazwyczaj w przedziale od 50 do 150 mm. Szczyty muszli są położone niemal pośrodku grzbietowej krawędzi. Dwa mięśnie zwieracze o podobnej wielkości. W linii brzeżnej płaszcza widoczna jest wyraźna zatoka o różnej głębokości.
Noga maktrowatych, podobnie jak urąbkowatych i skójkowatych, jest mocna i długa – umożliwia wykonywanie skoków.

## Systematyka

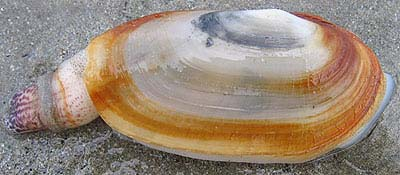
Lutraria lutraria

Gatunki zaliczane do tej rodziny sklasyfikowano w kilkudziesięciu rodzajach zgrupowanych w 5 podrodzinach:
- Mactrinae
- Lutrariinae
- Kymatoxinae
- Zenatinae
- Tanysiphoninae

Rodzajem typowym rodziny jest Mactra.